# گورستان شادباد مشایخ

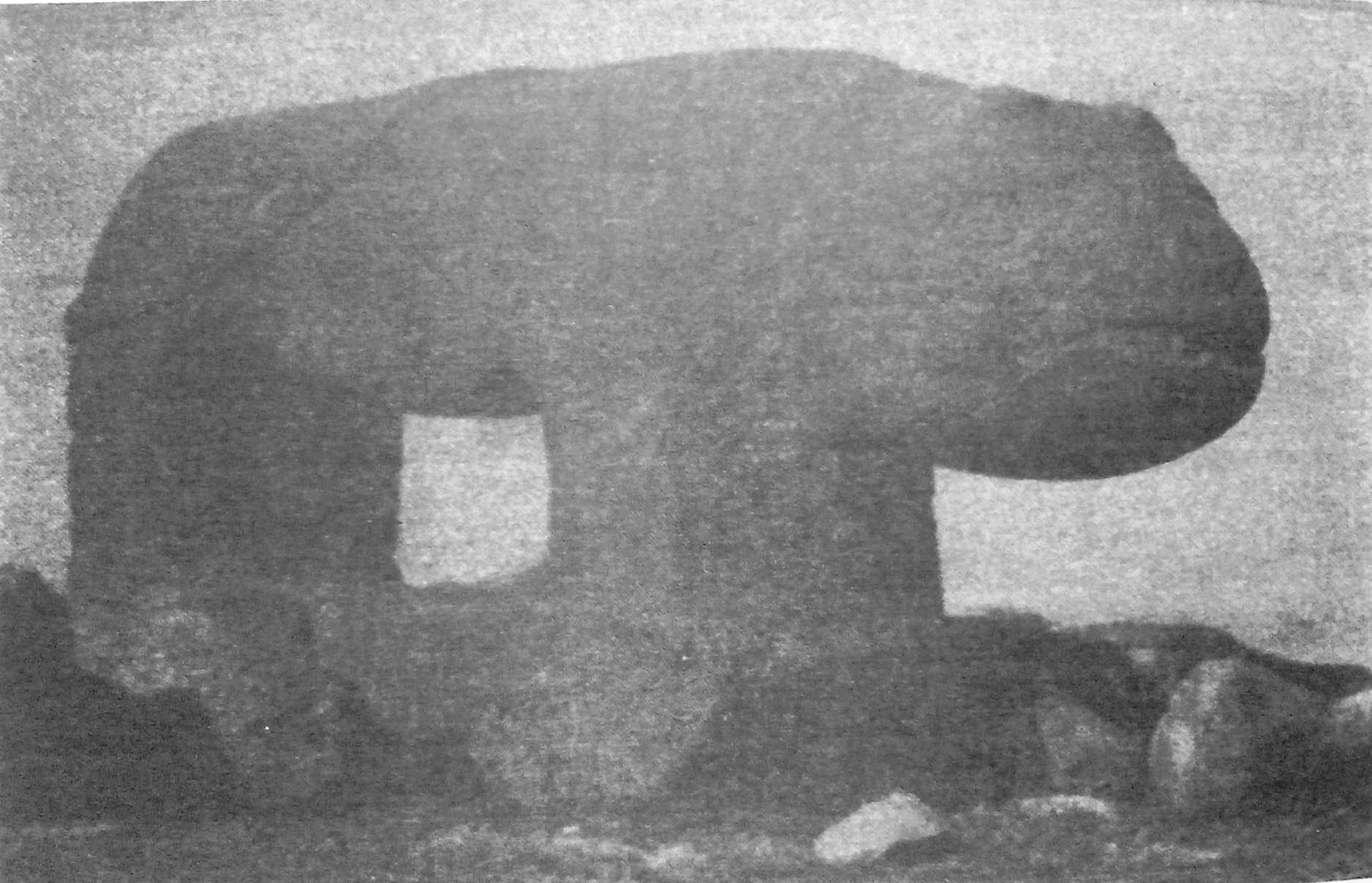
مجسمه سنگی شیری در قبرستان شادباد مشایخ.

قبرستان شادباد مشایخ یا قبرستان پینه‌شالوار، قبرستانی تاریخی است که در کنار روستای شادباد مشایخ، در جنوب شرقی تبریز واقع شده است.
این قبرستان در کنار روستا در دامنه تپه‌ای بلند قرار گرفته و تعدادی تخته سنگ در آن قرار دارد. تمام تخته سنگ‌ها از سنگ کبود یا خارای سیاه هستند و در روی تخته سنگ یا پای میل، اسم و تاریخ فوت صاحب قبر به خط کوفی یا ثلث کنده شده است. از مندرجات کتیبه‌های قبور معلوم می‌شود که عده‌ای از مشایخ و عرفا و امرای قرون شش تا نه هجری تبریز در این قبرستان به خاک سپرده شده‌اند.

## مدفونان

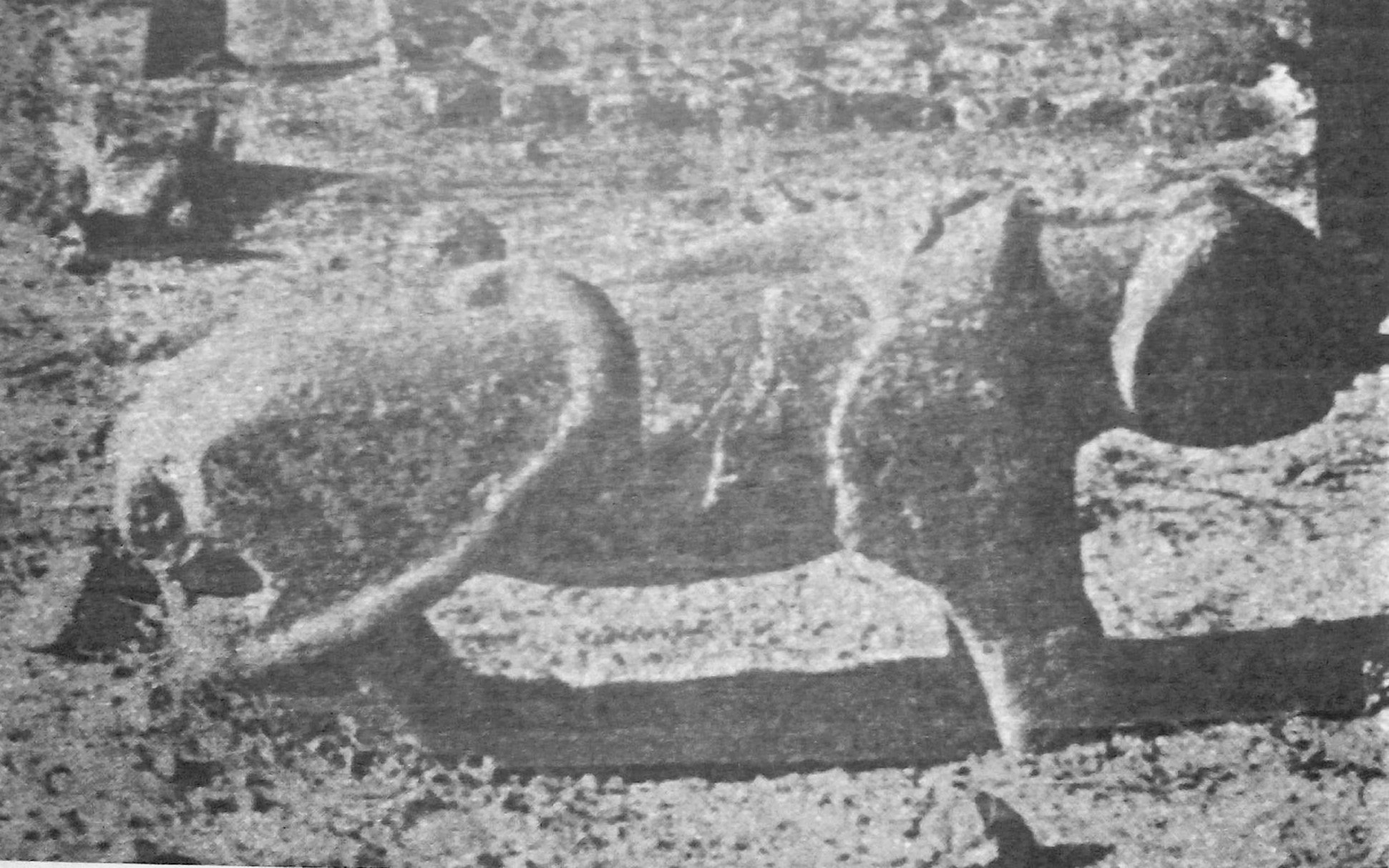
مجسمه سنگی شیری که در جلوی مدخل مقبره سلطان اویس در قبرستان زاویه یا قبرستان شادباد مشایخ نهاده شده است.

از شاهیر نامدار مدفون در این گورستان می‌توان به اشخاص زیر اشاره کرد:
- سلطان اویس جلایری، دومین پادشاه از سلسله ایلکانی یا آل جلایر. درگذشتهٔ ۲ جمادی‌الاولی ۷۷۶ قمری.[۱] تا مدت‌ها، قبر سلطان اویس سالم بوده، در گوشه جنوب شرقی قبرستان شادباد مشایخ قرار داشت. این سنگ دو متر طول و نیم متر عرض و نیم متر ارتفاع داشت. سنگ نبشته‌ای از خارای سیاه نیز بر بالای سر قبر مزبور نصب کرده بودند. در جلو مدخل مقبره سلطان اویس، مجسمه سنگی شیری نهاده شده بود. به نظر می‌رسد، این مجسمه یکی از وسایل تزئینی مقبره سلطان اویس بوده و در زاویه و خانقاه او در شادباد قرار داده شده بود.[۲]
- بابا احمد بن محمد، نواده بابا احمد بن حسین بن بابا نعمت که قبر وی تا اواخر دوران قاجار، از زیارت‌گاه‌های این قبرستان به شمار می‌رفت. وی در سال ۷۸۴ قمری در گذشته است.
- بابا حاجی که اجداد وی صدارت و مناصب دیوانی داشته‌اند. درگذشتهٔ ۷۳۹ قمری.
- بابا خواجه از مشایخ شاداباد. درگذشتهٔ ۷۷۸ قمری.
- سعدالدین شادبادی، که از مضمون کتیبهٔ سر قبرش برمی‌آید که او به قول سعدی شیرازی، از عالمان دین بوده و نفقهٔ وی در شریعت، چاشنی طریقت داشت. درگذشته ۷۱۰ قمری.
- شیخ محمد که در سنگ قبرش این متن نوشته شده است: «هذا روضة المرحوم المغفور الشیخ محمد توفی فی رجب سنه ۷۲۹ قمری»